# Tortula vahliana
Tortula vahliana är en bladmossart som beskrevs av Montagne in C. Gay 1850. Tortula vahliana ingår i släktet tussmossor, och familjen Pottiaceae. Inga underarter finns listade i Catalogue of Life.